# Tar (Tar-Vabriga)
Pour les articles homonymes, voir Tar.
Tar (en italien : Torre) est une localité de Croatie située en Istrie, dans la municipalité de Tar-Vabriga, dans le comitat d'Istrie. En 2001, la localité comptait 886 habitants.
Tar est le centre administratif de la municipalité de Tar-Vabriga.

## Démographie
| 1948  | 1953 | 1961 | 1971 | 1981 | 1991 | 2001 |
| ----- | ---- | ---- | ---- | ---- | ---- | ---- |
| 1 159 | 999  | 850  | 748  | 769  | 830  | 886  |